# جيم هولمز (لاعب كرة قاعدة)
جيم هولمز (بالإنجليزية: Jim Holmes)‏ هو لاعب كرة قاعدة أمريكي، ولد في 2 أغسطس 1882 في لورنس في الولايات المتحدة، وتوفي في 10 مارس 1960 في جاكسونفيل في الولايات المتحدة.

## وصلات خارجية
- جيم هولمز على موقعبيزبول رفرنس.كوم (الدوري الرئيسي) (الإنجليزية)
- جيم هولمز على موقعبيزبول رفرنس.كوم (الدوري الثانوي) (الإنجليزية)